# Stefan Ilsanker (fotbalista)
Stefan Ilsanker (* 18. května 1989 Hallein) je rakouský profesionální fotbalista, který hraje na pozici defensivního záložníka za italský klub Janov CFC a za rakouský národní tým.

## Klubová kariéra
V Rakousku debutoval v profesionální kopané v roce 2005 v klubu FC Red Bull Salzburg.

## Reprezentační kariéra
Působil v některých mládežnických reprezentacích Rakouska (U19, U21).
V A-mužstvu Rakouska debutoval 30. května 2014 v přátelském utkání v Innsbrucku proti reprezentaci Islandu (remíza 1:1).

## Osobní život
Jeho otcem je Herbert Ilsanker, bývalý fotbalový brankář a později trenér brankářů.